# Kane (Pennsylvania)
Kane is een plaats (borough) in de Amerikaanse staat Pennsylvania, en valt bestuurlijk gezien onder McKean County.

## Demografie
Bij de volkstelling in 2000 werd het aantal inwoners vastgesteld op 4126. In 2006 is het aantal inwoners door het United States Census Bureau geschat op 3862, een daling van 264 (-6,4%).

## Geografie
Volgens het United States Census Bureau beslaat de plaats een oppervlakte van 4,0 km², geheel bestaande uit land. Kane ligt op ongeveer 617 m boven zeeniveau.

## Plaatsen in de nabije omgeving
De onderstaande figuur toont nabijgelegen plaatsen in een straal van 28 km rond Kane.